# Riederalp
Riederalp  est une commune suisse du canton du Valais, située dans le demi-district de Rarogne oriental.

## Histoire
La commune est le fruit de la fusion, le 1er novembre 2003, des anciennes communes de Goppisberg, Greich et Ried-Mörel.

## Tourisme
Une station de sports d'hiver a été développée sur les pentes environnantes. Elle est reliée au domaine de ski Aletsch Arena (Riederalp, Bettmeralp et Fiescheralp).
La proximité du Glacier d'Aletsch permet de nombreuses randonnées en été.
Riederalp possède un club de golf de neuf trous (par 30), inauguré en 1987.
La station compte quelque 5 000 lits, dont 440 en hôtel.

### Domaine skiable
Le domaine skiable, relié depuis Mörel dans la vallée (759 m) par un téléphérique en deux tronçons modernisé en 2006, ainsi qu'une télécabine, est le plus petit sous-domaine d'Aletsch Arena, ainsi que celui offrant le plus faible dénivelé. Il commence à l'arrivée du téléphérique, à 1 950 m d'altitude.
Deux courts téléskis (Alpenrose) offrent 32 mètres de dénivelé pour les débutants, dans le cœur de la station. Le télésiège 4-places pince-fixe Riederfurka dessert la partie la plus occidentale du domaine Aletsch Arena, à une altitude de 2 119 m. Les pistes y sont relativement courtes, et d'un niveau technique relativement élevé - un itinéraire est situé sous la ligne du télésiège. Hohfluh est la remontée centrale du domaine. Reconstruit en 2009, le télésiège 4-places débrayable part de 1 930 mètres d'altitude et atteint 2 223 m. La télécabine 12-places Moosfluh est la troisième remontée mécanique principale du sous-domaine. Elle part de 1 891 m et atteint 2 340 m soit le point culminant du sous-domaine. Un projet de remplacement de cette télécabine par une remontée de type combiné (télécabine + télésiège) est prévu pour une réalisation dans la saison 2015/2016 pour améliorer la jonction avec Bettmeralp et le reste du domaine d'Aletsch Arena.

## Transports
Riederalp est une station sans voitures. Ainsi, il est obligatoire de parquer son véhicule dans la vallée. Un parking est à disposition au départ du téléphérique de Mörel. Par contre, des voitures électriques peuvent circuler dans la station. Un bus permet de circuler entre la station de Riederalp et celle de Bettmeralp.
- Téléphérique Mörel - Greich - Riederalp Mitte
- Télécabine Mörel - Ried-Mörel - Riederalp West
  - Mörel, sur la ligne ferroviaire du Matterhorn Gotthard Bahn(MGB) Brigue -  Furka - Andermatt

Les déchets de la commune sont transportés en aval dans un camion qui est accroché sous la télécabine.

Photo aérienne historique de Werner Friedli de 1949.